# 1907年オーストラレーシアン選手権
1907年 オーストラレーシアン選手権（1907ねんオーストラレーシアンせんしゅけん、1907 Australasian Championships）に関する記事。オーストラリア・ブリスベン市内にある「ミルトン・テニスクラブ」にて開催。

## 大会の流れ
- 全豪選手権の開催地として、ブリスベンで開かれた最初の大会。ブリスベンは1969年まで、全豪選手権の回り持ち開催都市の1つであった。
- 1921年まで、全豪選手権の実施競技は男子シングルス・男子ダブルスの2部門のみであった。女子競技の3部門（女子シングルス・女子ダブルス・混合ダブルス）が増設されるのは、1922年からである。
- 初期の全豪選手権のように、外国人出場者が少なかった時期は、地元オーストラリア人選手の国旗表示を省略する。

## 大会経過

### 男子シングルス
準々決勝
- ホーレス・ライス vs. マコーリー・ターナー　4-6, 6-1, 6-0, 6-3
- ビル・グレッグ vs. タートン　6-2, 2-6, 6-2, 2-6, 7-5
- ハリー・パーカー vs. V・ラダー　6-1, 6-1, 6-3
- エリック・ポックリー vs. ジョージ・ライト　8-6, 6-2, 7-5

準決勝
- ホーレス・ライス vs. ビル・グレッグ　6-0, 6-2, 3-6, 6-4
- ハリー・パーカー vs. エリック・ポックリー　8-6, 6-0, 2-6, 6-3

## 決勝戦の結果
- 男子シングルス：ホーレス・ライス vs.  ハリー・パーカー　6-3, 6-4, 6-4
- 男子ダブルス： ハリー・パーカー＆ビル・グレッグ vs. ホーレス・ライス＆ジョージ・ライト　6-2, 3-6, 6-3, 6-2